# (5317) Verolacqua
(5317) Verolacqua es un asteroide perteneciente al cinturón de asteroides, descubierto el 11 de febrero de 1983 por Carolyn Shoemaker desde el Observatorio del Monte Palomar, Estados Unidos.

## Designación y nombre
Designado provisionalmente como 1983 CE. Fue nombrado Verolacqua en honor de Veronica Lynn Passalacqua, con motivo de su vigésimo quinto cumpleaños, por su amigo íntimo, D. W. E. Green, quien hizo las identificaciones de este objeto. Ella realizó un tremendo trabajo voluntario durante varios años, mientras estudiaba en la Universidad de Harvard, para compilar el archivo trimestral International Comet de datos fotométricos de cometas.

## Características orbitales
Verolacqua está situado a una distancia media del Sol de 2,647 ua, pudiendo alejarse hasta 2,935 ua y acercarse hasta 2,359 ua. Su excentricidad es 0,108 y la inclinación orbital 13,97 grados. Emplea 1573,48 días en completar una órbita alrededor del Sol.
El próximo acercamiento a la órbita terrestre se producirá el 25 de diciembre de 2176.

## Características físicas
La magnitud absoluta de Verolacqua es 12,2. Tiene 9,522 km de diámetro y su albedo se estima en 5317. 